# Trésor de la langue française
Il Trésor de la langue française (TLF) è un dizionario di lingua francese del XIX e XX secolo, in 16 volumi. È stato pubblicato tra il 1971 e il 1994, dal 2004 in CD-ROM.
L'Analyse et traitement informatique de la langue française (Analisi e trattamento informatico della lingua francese, ATILF) ha proposto anche la versione informatizzata: Le Trésor de la langue française informatisé (TLFi).

## Versione cartacea
- 1971: vol.1 - A-Affiner, CXXXIV-878
- 1973: vol.2 - Affinerie-Anfractuosité, XIX-987
- 1974: vol.3 - Ange-Badin, XXIV-1206 (ISBN|2-222-01623-1)
- 1975: vol.4 - Badinage-Cage, XXIV-1166 (ISBN|2-222-01714-9)
- 1977: vol.5 - Cageot-Constat, XXIV-1425 vISBN|2-222-01977-X)
- 1978: vol.6 - Constatation-Désobliger, XVI-1308 (ISBN|2-222-02156-1)
- 1979: vol.7 - Désobstruer-Épicurisme, XXIII-1343 (ISBN|2-222-02383-1)
- 1980: vol.8 - Épicycle-Fuyard, XIX-1364 (ISBN|2-222-02670-9)
- 1981: vol.9 - G-Incarner, XVIII-1338 (ISBN|2-222-03049-8)
- 1983: vol.10 - Incartade-Losangique, XXI-1381 (ISBN|2-222-03269-5)
- 1985: vol.11 - Lot-Natalité, XVIII-1339 (ISBN|2-07-077011-7)
- 1986: vol.12 - Natation-Pénétrer, XIX-1337 (ISBN|2-07-077012-5)
- 1988: vol.13 - Pénible-Ptarmigan, XIX-1449 (ISBN|2-07-077013-3)
- 1990: vol.14 - Ptère-Salaud, XVII-1451 (ISBN|2-07-077014-1)
- 1992: vol.15 - Sale-Teindre, XVIII-1451 (ISBN|2-07-077015-X)
- 1994: vol.16 - Teint-Zzz, XVIII-1452 (ISBN|2-07-077016-8)

## Versione digitale
La versione digitale (accompagnata da un supplemento) del TLF dà accesso libero e gratuito a:
- 100 000 parole (e la loro storia)[1];
- 270 000 définitions[1];
- 430 000 exemples[1];
- 350 millions de caractères[1].